# Leonardo Bonifazio
Leonardo Bonifazio (Cuneo, 20 maart 1991) is een Italiaans voormalig wielrenner. Zijn jongere broer Niccolò is ook wielrenner.

## Carrière
In 2016 werd Bonifazio, achter Vincenzo Albanese, tweede in de Trofeo Edil C. Ruim twee weken later werd hij negende in de door Marco Maronese gewonnen Circuito del Porto. In 2017 werd hij derde in La Popolarissima, die dat jaar voor het eerst op de UCI-kalender stond.
In april 2018 behaalde Bonifazio zijn eerste UCI-zege toen hij Johim Ariesen en Dylan Maldonado voorbleef in de massasprint in de eerste etappe van de Ronde van Loir-et-Cher.

## Overwinningen
2018
1e etappe Ronde van Loir-et-Cher

## Resultaten in voornaamste wedstrijden
|      | \| Jaar \| Milaan-San Remo \| \| ---- \| --------------- \| \| 2020 \| 138e \| |
| Jaar | Milaan-San Remo                                                                |
| 2020 | 138e                                                                           |

## Ploegen
- 2020 –  Total Direct Energie
- 2021 –  Total Direct Energie